# Catecismo Nova Cidade
Trata-se de um catecismo protestante presbiteriano para crianças e adultos contendo 52 perguntas e respostas preparadas por Timothy Keller e Sam Shammas, e publicado originalmente em 2012 nos Estados Unidos, tendo como base os antigos e tradicionais catecismos reformados.

## História
Em 2012, a The Gospel Coalition (TGC) e a Igreja Presbiteriana do Redentor lançaram o New City Catechism (Catecismo Nova Cidade), um catecismo para adultos e crianças composto por 52 perguntas e respostas adaptadas por Timothy Keller e Sam Shammas dos catecismos da Reforma.
No Brasil esse catecismo foi traduzido e publicado pela Editora Fiel, de linha batista reformada. Foi publicado juntamente com devocionais que expandem a resposta simples de cada pergunta.

## Características
O Catecismo Nova Cidade possui 52 perguntas e respostas.
Foi escrito em linguagem simples para instruir os cristãos na fé Reformada.
Sua teologia é baseada nas confissões e catecismos reformados tradicionais.
A Editora Fiel publicou no Brasil o catecismo em uma versão com devocional, em que cada pergunta é seguida de uma leitura bíblica relevante, uma breve oração e um comentário devocional escrito por pastores de nossos dias, como John Piper, Tim Keller, Kevin DeYoung, além de textos de personagens históricos, como Agostinho, João Calvino, Martinho Lutero e muitos outros. Dessa forma, a resposta é expandida servindo como devocional.